# روزنوفو، استان بورگاس
روزنوفو (به بلغاری: Rosenovo) روستایی در بلغارستان است که در استان بورگاس واقع شده‌است.